# Gianni Romme
Gianni Petrus Cornelis Romme (Lage Zwaluwe, 12 februari 1973) is een Nederlandse schaatstrainer en voormalig langebaanschaatser. Romme was gespecialiseerd op de lange(re) afstanden, zoals de vijf en de tien kilometer.

## Biografie

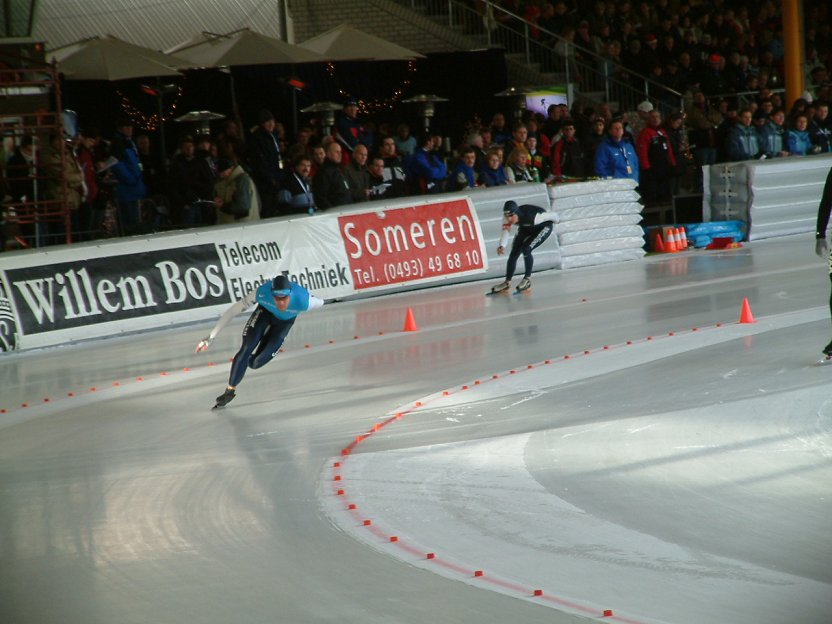
Romme vs B. de Jong tijdens het NK Allround van 2004 (verreden 20/21-12-2003 te Eindhoven)

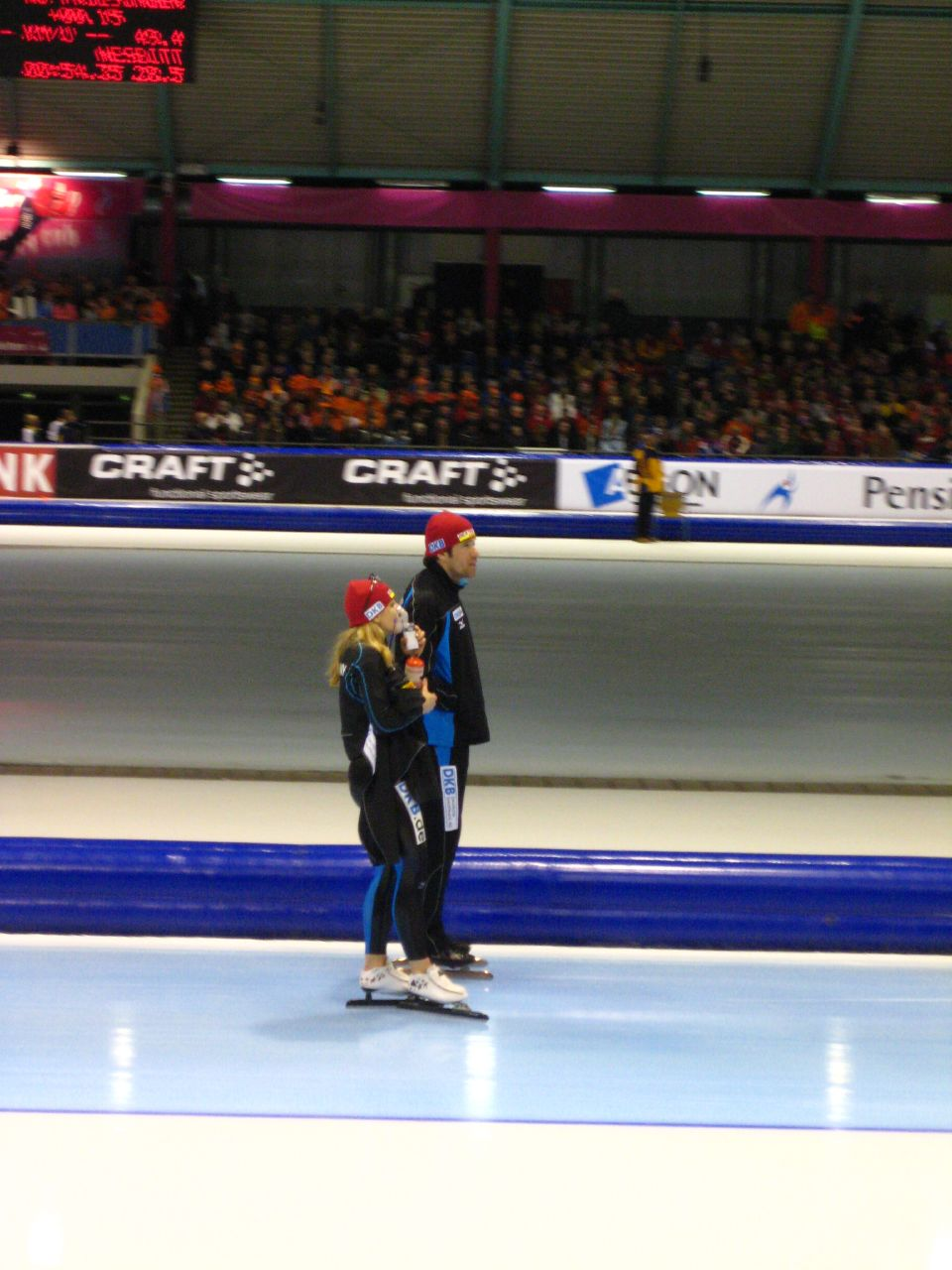
Romme als coach van Anni Friesinger

### Schaatscarrière
Romme zette zichzelf in 1998 op de kaart door iedereen te verslaan op de lange afstanden. Tijdens de Olympische Winterspelen in Nagano behaalde Romme goud op de vijf en de tien kilometer. Frank Snoeks was van mening dat zo'n talent alleen maar van Mars kon komen. Na een paar jaar vervolgde hij zijn carrière met een matig jaar waarin hij zoekende was naar de juiste trainingsmethode, trainer en coach. Hij vond deze uiteindelijk na wat omzwervingen in de Postcodeloterij Ploeg, waar hij onder andere samen met Mark Tuitert, Erben Wennemars en Sicco Janmaat trainde. In 2000 won hij de Oscar Mathisen-trofee, de schaats-oscar in het langebaanschaatsen.
De enige keer dat Romme tijdens een 1500 meter in wereldbekerwedstrijdverband op het podium wist te eindigen, was in 2001. Toen pakte hij de bronzen medaille. In 2002 behaalde hij de zilveren medaille op de 10 kilometer bij de Olympische Winterspelen in Salt Lake City. Jochem Uytdehaage won het goud. Op 20 november 2004 schaatste Romme naar een persoonlijk record van 6.14,70 tijdens de wereldbekerwedstrijden op de 5000 meter in Berlijn. Romme nam afscheid als schaatser in 2006 en werd coach van de Duitse Anni Friesinger.
In 2006 vervulde hij een rol als coach in het tv-programma De Afvallers.

### Schaatscoach
In aanloop naar het seizoen 2006-2007 was Romme een trainingscollectief gestart met de Duitse schaatsster Friesinger, de Nederlander Ralf van der Rijst en de Fin Risto Rosendahl. Zelf ging hij zich toeleggen op marathonschaatsen en ging hij zich verder bezighouden met trainen. Op 3 november 2006, de eerste dag van de NK Afstanden 2007, gaf Romme aan te stoppen met langebaanschaatsen. Ondertussen had de Nederlander Arjen van der Kieft zich aangesloten bij Team Friesinger en was Van der Rijst gestopt met schaatsen.
Met ingang van seizoen 2010/2011 werd hij bondscoach van de Italiaanse schaatsers en bleef hij daarnaast trainer van Friesinger. Nadat zij had aangegeven te stoppen met schaatsen voegde sprinter Jan Bos zich bij de ploeg. Nadat Enrico Fabris besloot te stoppen maakte Romme een seizoen later bekend per direct te vertrekken als bondscoach. In april 2013 werd bekend dat Romme aan de slag zal gaan als assistent bij Team Liga. Aanvankelijk wilde Romme na zijn vertrek uit Italië een pauze inlassen, maar kon naar eigen zeggen het aanbod van Team Liga niet weigeren.

## Persoonlijk
Romme is gescheiden en heeft samen met zijn voormalig echtgenote Mariëlle van Scheppingen, voormalig wielrenster, drie kinderen.

## Records

### Persoonlijke records
| Afstand      | Tijd     | Datum            | Baan           |
| ------------ | -------- | ---------------- | -------------- |
| 500 meter    | 36,97    | 2 februari 2002  | Salt Lake City |
| 1000 meter   | 1.14,33  | 11 december 1999 | Inzell         |
| 1500 meter   | 1.47,88  | 2 februari 2002  | Salt Lake City |
| 3000 meter   | 3.40,02  | 3 februari 2002  | Salt Lake City |
| 5000 meter   | 6.14,70  | 20 november 2004 | Berlijn        |
| 10.000 meter | 13.03,40 | 26 november 2000 | Heerenveen     |

### Wereldrecords
| Nr. | Afstand      | Tijd     | Datum            | Baan       |
| --- | ------------ | -------- | ---------------- | ---------- |
| 1.  | 5000 meter   | 6.30,63  | 7 december 1997  | Heerenveen |
| 2.  | 5000 meter   | 6.22,20  | 8 februari 1998  | Nagano     |
| 3.  | 10.000 meter | 13.15,33 | 17 februari 1998 | Nagano     |
| 4.  | 5000 meter   | 6.21,49  | 27 februari 1998 | Calgary    |
| 5.  | 10.000 meter | 13.08,71 | 29 maart 1998    | Calgary    |
| 6.  | 5000 meter   | 6.18,72  | 30 januari 2000  | Calgary    |
| 7.  | 3000 meter   | 3.42,75  | 11 augustus 2000 | Calgary    |
| 8.  | 10.000 meter | 13.03,40 | 26 november 2000 | Heerenveen |

#### Wereldrecords laaglandbaan (officieus)
| Nr. | Afstand      | Tijd     | Datum            | Baan       |
| --- | ------------ | -------- | ---------------- | ---------- |
| 1.  | 5000 meter   | 6.30,63  | 7 december 1997  | Heerenveen |
| 2.  | 5000 meter   | 6.22,20  | 8 februari 1998  | Nagano     |
| 3.  | 10.000 meter | 13.15,33 | 17 februari 1998 | Nagano     |
| 4.  | 5000 meter   | 6.21,95  | 20 februari 2000 | Heerenveen |
| 5.  | 10.000 meter | 13.12,27 | 3 maart 2000     | Nagano     |
| 6.  | 10.000 meter | 13.03,40 | 25 november 2000 | Heerenveen |
| 7.  | 3000 meter   | 3.44,92  | 16 oktober 2004  | Erfurt     |
| 8.  | 5000 meter   | 6.19,06  | 14 november 2004 | Hamar      |
| 9.  | 5000 meter   | 6.14,70  | 20 november 2004 | Berlijn    |

### Adelskalender
Gianni Romme heeft twee periodes aan de top van de Adelskalender gestaan: eerst van 26 november 2000 tot 17 maart 2001 (111 dagen) en een tweede keer van 2 februari 2002 tot 9 februari 2002 (7 dagen). In totaal heeft Gianni Romme 118 dagen aan de top van de Adelskalender gestaan.
Hieronder staan de persoonlijke records (PR's) waarmee Gianni Romme aan de top van de Adelskalender kwam en de PR's die hij had staan toen hij van de eerste plek verdreven werd. Tevens zijn de gegevens weergegeven van de schaatsers die voor en na hem aan de top van de lijst stonden.
| Datum      | 500 m | 1500 m  | 5000 m  | 10.000 m | Punten  | Voorganger / Opvolger |
| ---------- | ----- | ------- | ------- | -------- | ------- | --------------------- |
| 20-02-1999 | 35,90 | 1.47,57 | 6.25,55 | 13.28,19 | 150,721 | Rintje Ritsma         |
| 26-11-2000 | 37,42 | 1.48,15 | 6.18,72 | 13.03,40 | 150,521 |                       |
| 17-03-2001 | 36,54 | 1.46,32 | 6.20,82 | 13.23,02 | 150,213 | Jochem Uytdehaage     |
| 02-02-2002 | 36,97 | 1.47,88 | 6.18,72 | 13.03,40 | 149,972 |                       |
| 09-02-2002 | 36,54 | 1.46,32 | 6.14,66 | 13.23,02 | 149,597 | Jochem Uytdehaage     |

## Resultaten
| Jaar | NK Afstanden                          | NK Allround           | EK Allround             | WK Allround         | Olympische Spelen | Wereldbeker         | WK Afstanden      |
| ---- | ------------------------------------- | --------------------- | ----------------------- | ------------------- | ----------------- | ------------------- | ----------------- |
| 1992 | -                                     | 9e (19e, 6e, 19e, 5e) | -                       | -                   | -                 | -                   |                   |
| 1993 | 11e 5000m 9e 10000m                   | 11e (13e, 9e, 9e, 9e) | -                       | -                   |                   | -                   |                   |
| 1994 | 12e 1000m 9e 1500m 5e 5000m 6e 10000m | 6e · (9e, , 6e, 4e)   | -                       | -                   | -                 | -                   |                   |
| 1995 | 6e 1500m 17e 5000m 4e 10000m          | 5e (16e, 4e, 5e, 4e)  | -                       | -                   |                   |                     |                   |
| 1996 | 5000m · 10000m                        | -                     | -                       | -                   |                   | 19e 1500m · 5k/10k  | 5000m · 10000m    |
| 1997 |                                       | · (15e, , 6e, )       | -                       | -                   |                   | 11e 1500m · 5k/10k  | 5000m · 10000m    |
| 1998 |                                       | -                     | -                       | -                   | 5000m · 10000m    | 46e 1500m · 5k/10k  | 5000m · 10000m    |
| 1999 | 12e 1500m · 5000m · 10000m            | -                     | 15e (16e, 12e, 20e, 7e) | -                   |                   | 4e 5k/10k           | 5000m · 10000m    |
| 2000 |                                       | · (8e, , 5e, )        | -                       | · (11e, , 4e, )     |                   | 15e 1500m · 5k/10k  | 5000m · 10000m    |
| 2001 | 1500m · 5000m                         | NS3 (13e, 5e, -, -)   | -                       | -                   |                   | 11e 1500m · 5k/10k  | 5000m             |
| 2002 | 15e 1500m · 5000m                     | · (6e, , )            | -                       | DQ3 · (12e, , -, -) | 10000m            | 5k/10k              |                   |
| 2003 | 4e 1500m · 5000m · 5e 10000m          | · (7e, , )            | · (17e, , )             | · (17e, , )         |                   | 29e 1500m 5e 5k/10k | -                 |
| 2004 | 7e 1500m 5e 5000m 7e 10000m           | 4e (15e, 4e, 8e, 4e)  | 4e · (16e, , 8e, )      | -                   |                   | 7e 5k/10k           | 5000m · 9e 10000m |
| 2005 | 5000m · 10000m                        | 5e · (10e, , 8e, 4e)  | -                       | -                   |                   | 5k/10k              | 4e 10000m         |
| 2006 | 11e 1500m 5e 5000m 5e 10000m          | 6e · (16e, , 4e, )    | NC19 (27e, 12e, 18e, -) | -                   | -                 | 19e 5k/10k          | -                 |

- = geen deelname
DQ# = diskwalificatie voor de #e afstand
NC# = niet gekwalificeerd voor de laatste afstand, maar wel als #e geklasseerd in de eindrangschikking
NS# = niet gestart op de #e afstand
(#, #, #, #) = afstandspositie op allroundtoernooi (500m, 5000m, 1500m, 10000m).

### Wereldbekerwedstrijden
| Jaar | 1500m                   | 5k/10k                 |
| ---- | ----------------------- | ---------------------- |
| 1995 |                         | -, -, -, 24e, -, -, -  |
| 1996 | -, 11e, -, -, 13e       | , , 6e, *              |
| 1997 | 11e, -, 9e, DQ, 9e      | , , 7e*, ,             |
| 1998 | 23e, -, 9e (B), -, -, - | , *, -, -              |
| 1999 |                         | , *, 18e, -,           |
| 2000 | 5e, 4e, -, -, -         | , *, , -,              |
| 2001 | 4e, , -, -, -           | , *, , , 11e           |
| 2002 |                         | ,                      |
| 2003 | -, 1e (B), 10e, -, -, - | , 8e, 5e, 9e*, -, 5e   |
| 2004 |                         | 4e, -, -, , 5e, 4e*    |
| 2005 |                         | , *, 4e, 7e, 4e*       |
| 2006 |                         | 14e, 17e, 13e*, -, 13e |

- = geen deelname
* = 10000m
(B) = B-divisie

### Medaillespiegel
| Kampioenschap              | Goud | Zilver | Brons |
| -------------------------- | ---- | ------ | ----- |
| NK Afstanden               | 6    | 3      | 1     |
| NK Allround wedstrijden    | 8    | 4      | 2     |
| NK Allround eindklassement | 3    | 0      | 1     |
| EK Allround wedstrijden    | 3    | 1      | 1     |
| EK Allround                | 1    | 0      | 0     |
| WK Allround wedstrijden    | 4    | 0      | 1     |
| WK Allround eindklassement | 2    | 0      | 0     |
| WK Afstanden               | 7    | 2      | 3     |
| Wereldbeker wedstrijden    | 22   | 10     | 5     |
| Wereldbeker eindklassement | 4    | 2      | 1     |
| Olympische Spelen          | 2    | 1      | 0     |
| Totaal                     | 62   | 23     | 15    |